# 高木正征
高木 正征（たかぎ まさゆき（または「せいせい」）、1904年5月17日 - 1994年6月1日）は、日本の陸上競技（短距離走）選手。極東選手権競技大会では100メートルおよび100ヤード、220ヤードで入賞を果たし、100メートルと200メートルで日本記録（タイ記録を含む）も樹立するなど、その才能を嘱望されながら、旧制山形高等学校時代に事実上陸上競技を引退した。

## 来歴
丹南藩藩主の分家筋に当たる高木正秋（高木正得の弟）を父として、東京府東京市赤坂区青山高樹町（現・東京都港区南青山）で生まれる。「高樹町」の町名は、丹南藩邸があったことに由来し、高木の生家も1000坪の敷地に80坪の邸を構えていた。

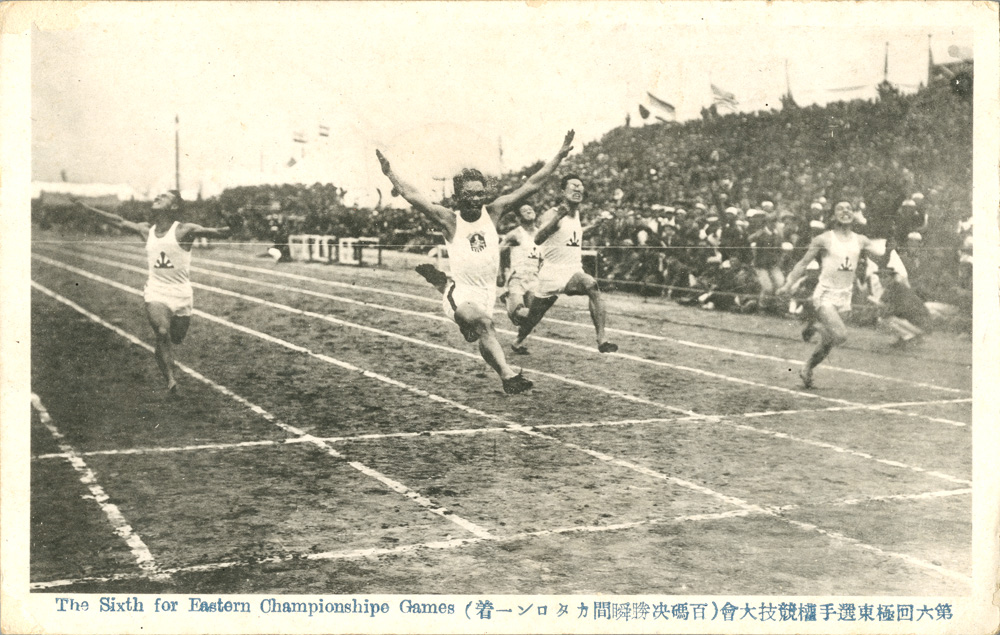
第6回極東選手権競技大会100ヤード走決勝。右端の選手が高木。

暁星中学校時代に陸上競技を本格的に始め、旧制高等学校や大学からの中学校招待レースでいくつも優勝を飾る。中学陸上部の1年先輩に与謝野秀がおり、「本格的にトレーニングをしてみろ。おまえなら日本一の選手になれるぞ」と高木を激励したという。その言葉を受けて高木は競技に打ち込み、1921年の第9回日本陸上競技選手権大会の100メートルに、11秒2の日本タイ記録で優勝する。こうした好記録に、大日本体育協会の役員から目をかけられ、東京帝国大学のグラウンドに招かれてトレーニングを受けるようになった。岸清一や沢田一郎が指導に当たり、沢田がアメリカ合衆国から招いたコーチにも教えを受けた。1922年4月23日の第3回東西対抗関東予選で、日本では初めてとなる11秒0の日本新記録を樹立した。さらに1923年5月の第6回極東選手権競技大会（大阪市）100ヤード決勝では、日本人トップとなる2位に入賞する（優勝はフィリピンのフォルチュナト・カタロン）。この大会では220ヤードでも2位に入賞している。高木は母から極東選手権競技大会入賞の「褒美」としてオートバイをプレゼントされたが、両親はそれ以上の陸上競技への傾倒を快く思わず、旧制第一高等学校への進学を望んだことからその後は受験勉強に専念したものの、不合格となる。
浪人となった1924年度は青山学院高等部英文科に在学した。11月の第1回明治神宮競技大会では100メートルと200メートルに優勝する。青山学院大学陸上競技部の部史にも、高等部の高木が日本選手権100メートルに優勝したことが記されている。
その傍ら旧制山形高等学校陸上部キャプテンの鈴木武から勧誘され、それを受けた高木は両親を説得して山形高等学校への進学を認めさせた。高木は親の用意した山形市内の住宅に、世話係とともに住んで受験勉強に励み、合格する。旧制山形高校に進学して3か月後（1925年7月）の全国高等学校大会では再び自己ベストタイの11秒0で優勝した。
高木らが持っていた11秒0の日本記録は、1925年11月に谷三三五が10秒8を出して破り、日本人として初めて10秒台に突入した。高木も2年後の1927年7月29日の全国高等学校大会で10秒8の日本タイ記録を出す。この大会で高木は200メートルでも21秒9の日本新記録を樹立した。同じ日に8月開催の第8回極東選手権競技大会（上海）の選考会が開かれており、高木は迷った末に「日本の選手であるまえに、山形高校の選手であるべき」という理由で全国高等学校大会に出場していた。しかし、これらの好記録により、例外的措置として代表に選出される。迎えた8月の極東選手権競技100メートルでは、フィリピンのデイヴィッド・ネポムセノに次ぐ2位に入賞した（3位は吉岡隆徳）。だが、この大会後に高木は練習すらおこなわなくなり、理由を問われても「スポーツマンの世界は汚ないと思ったからです。こんどの極東選手権大会だけではないんです。ぼくは国内でも卑劣な仕打ちを受けています」としか答えなかった、陸上競技を離れた高木は、旧制山形高等学校から京都帝国大学法学部に進学した。京都帝大2年の時に、陸上部のキャプテンを務めていた短距離走の木村潔からの依頼で、東京帝国大学との対抗戦の100メートルに出場し、11秒2で2位となったのを最後に完全に陸上競技と決別した。ただし、大学卒業翌年に刊行された書籍には京大競走部の「前主将」という文言がある。
大学卒業後は1932年に三井生命保険に入社し、日中戦争から太平洋戦争にかけての軍務（中隊長として中国に駐留）を挟んで、支店長や支社長を務め、1959年から1969年までは本社の監査役となった。三井生命保険を退職後は、リッカーミシンの顧問も務めた。

## 引退の理由
保阪正康が1980年代前半に高木に取材した際、高木は陸上競技を退いた事情を以下のように説明した。
1925年のある大きな大会で「ゲッツ・セット」の直後に号砲が鳴り、スタートのタイミングを逸した高木は調子が合わずに途中棄権した。数日後に、顔見知りの女性（かつては家族行きつけのレストランのウエイトレスで、芸者になっていた）が訪ねてきて、職場の待合に来た2人の客が高木の名を見下した形で出しながら、今度のレースで「ゲッツ・セット」の直後に号砲を鳴らすという会話とその練習をしていた、と告げた。2人の特徴から高木は人物を特定できたが、「自分が惨めになる」と考えて直接の抗議は控えた。そうした不信感を持っていたところに、第8回極東選手権競技大会の100メートルでも同じように「ゲッツ・セット」の直後に号砲が鳴らされ、ゴールの判定も含めて自分への妨害工作ではないかと考えた高木は徒労を感じて走ることをやめたという。高木はこの第8回極東競技選手権大会100メートル決勝のゴールを日本の記者が撮影した写真を80歳の時も大事に保管しており、ネポムセノよりも自分が先着していると主張していた。また、リッカーミシンが陸上競技部を持っていたことから、顧問の時期に陸上関係のパーティーに顔を出し、その際1925年の大会で「疑惑のスタート」を仕組んだとされる人物を見るとにらみつけ、彼らはその場を立ち去ったという。
保阪は、国内での不正疑惑について、当時日本陸上競技連盟が大日本体育協会から分裂する形で独立した際に、協会幹部の「秘蔵っ子」だった高木に対する反感を抱く人物がいたのではないかと指摘している。一方極東選手権競技大会でのスタートは、同大会でほかにも類似事例があり、スポーツを政治利用して意図的におこなわれた可能性に言及した。

## 選手としての特徴
第6回極東選手権競技大会100ヤード決勝はカタロンのほかは高木や谷三三五ら日本人4人の組み合わせだったが、日本選手は前半から引き離されて全く歯が立たなかった。高木はこれを教訓に「80メートルくらいからスピードをつける」ことを目標にした。それ以外にトレーニングやランニングの方法を細かく研究することはおこなわず、同時代の日本のスプリンターとしては珍しい存在だった。
吉岡隆徳は、1979年に毎日新聞に寄稿した文章で1927年の極東選手権競技大会のレース後に高木から「君は若い。これからの選手だ。今後日本の短距離界を背負ってアジアの王座を獲得してくれ」と涙ながらに声をかけられた回想を記し、1980年代の保阪正康の取材に対しては「高木さんは素晴らしい素質をもっていました。私もなんどか一緒に走りましたが、後半になるとでてくるスプリンターでした」と評した。

## 主な成績

### 100m
| 年月日         | 大会                        | 場所                       | 所属           | 結果 | 記録  | 備考         |
| -------------- | --------------------------- | -------------------------- | -------------- | ---- | ----- | ------------ |
| 1921年11月20日 | 第9回日本陸上競技選手権大会 | 駒場グラウンド             | 暁星中学校     | 1位  | 11秒2 | 日本タイ記録 |
| 1922年4月20日  | 第3回東西対抗関東予選       | 駒場グラウンド             | 暁星中学校     | 1位  | 11秒0 | 日本新記録   |
| 1924年11月2日  | 第1回明治神宮競技大会       | 明治神宮外苑競技場         | 青山学院高等部 | 1位  | 11秒0 | 日本タイ記録 |
| 1925年7月30日  | 第1回全国高等学校選手権大会 | 京都帝国大学グラウンド     | 山形高等学校   | 1位  | 11秒0 | 日本タイ記録 |
| 1927年7月29日  | 第2回全国高等学校選手権大会 | 京都帝国大学グラウンド     | 山形高等学校   | 1位  | 10秒8 | 日本タイ記録 |
| 1927年8月28日  | 第8回極東選手権競技大会     | 上海フランス租界グラウンド | 日本           | 2位  |       |              |

### 100ヤード
| 年月日    | 大会                    | 場所           | 所属 | 結果 | 記録 | 備考 |
| --------- | ----------------------- | -------------- | ---- | ---- | ---- | ---- |
| 1923年5月 | 第6回極東選手権競技大会 | 大阪市立運動場 | 日本 | 2位  |      |      |

### 200m
| 年月日        | 大会                         | 場所                   | 所属           | 結果 | 記録  | 備考       |
| ------------- | ---------------------------- | ---------------------- | -------------- | ---- | ----- | ---------- |
| 1924年11月2日 | 第1回明治神宮競技大会        | 明治神宮外苑競技場     | 青山学院高等部 | 1位  |       |            |
| 1925年        | 第12回日本陸上競技選手権大会 |                        | 山形高等学校   | 1位  | 22秒8 |            |
| 1927年7月29日 | 第2回全国高等学校選手権大会  | 京都帝国大学グラウンド | 山形高等学校   | 1位  | 21秒9 | 日本新記録 |

### 220ヤード
| 年月日    | 大会                    | 場所           | 所属 | 結果 | 記録 | 備考 |
| --------- | ----------------------- | -------------- | ---- | ---- | ---- | ---- |
| 1923年5月 | 第6回極東選手権競技大会 | 大阪市立運動場 | 日本 | 2位  |      |      |